# Sweetie Fox
Sweetie Fox (Сви́ти Фокс; род. 25 июня 2001, Екатеринбург) — российская порноактриса, модель и косплеерша. Лауреат премий Pornhub Awards (2022, 2023, 2024, 2025) и AVN Awards (2024).

## Биография

### Ранние годы
Родилась 25 июня 2001 года в Екатеринбурге. С детства увлекалась компьютерными играми и рисованием. В школе девушка любила смотреть мультфильмы, читать комиксы и играть в компьютерные игры, тогда же она и начала увлекаться косплеем. В 2019 году стала публиковать свои обнажённые фотографии в социальных сетях.

### Карьера
В 2019 году девушка зарегистрировалась на PornHub и стала выкладывать свои первые ролики совместно с мужем, переодеваясь в различных персонажей игр и аниме.
В 2022 году завоевала свою первую награду от Pornhub Awards в номинации «Любимая косплей-исполнительница». В 2023 году вошла в топ-20 российских порноактрис по версии журнала Maxim.
В январе 2024 года девушка заняла первое место в рейтинге самых популярных моделей на PornHub. В том же году впервые попала на обложку журнала AVN.

## Личная жизнь
В свободное время занимается фехтованием, фланговым боем на саблях и рукоделием, а также изучает историю искусств и уделяет большое внимание своей физической форме.

## Награды и номинации
| Год  | Награда            | Результат | Категория                            |
| ---- | ------------------ | --------- | ------------------------------------ |
| 2021 | AltPorn Awards     | Номинация | Артистка года — видеоклипы           |
| 2022 | AltPorn Awards     | Номинация | Артистка года — видеоклипы           |
| 2022 | Bazowie Awards     | Номинация | Артистка года — видеоклипы           |
| 2022 | Pornhub Awards     | Победа    | Лучшая косплей-исполнительница       |
| 2023 | Bazowie Awards     | Номинация | Лучший кавай-косплеер                |
| 2023 | Bazowie Awards     | Номинация | Артистка года — видеоклипы           |
| 2023 | Pornhub Awards     | Номинация | Самая популярная исполнительница     |
| 2023 | Pornhub Awards     | Победа    | Самая популярная модель-любитель     |
| 2023 | Pornhub Awards     | Номинация | Лучшая косплей-исполнительница       |
| 2024 | AVN Awards         | Номинация | Самая впечатляющая грудь             |
| 2024 | AVN Awards         | Победа    | Лучшая модель-косплеер               |
| 2024 | Pornhub Awards     | Победа    | Лучшая косплей-исполнительница       |
| 2025 | Pornhub Awards     | Победа    | Самая популярная любительская модель |
| 2025 | XMA Creator Awards | Победа    | Создатель косплеев года              |